# 圓斑透明獅子魚
圓斑透明獅子魚，為輻鰭魚綱鮋形目杜父魚亞目獅子魚科的其中一種，分布於北太平洋區，包括鄂霍次克海、白令海、阿留申群島等海域，棲息深度53-830公尺，為深海底棲性魚類，屬肉食性，生活習性不明。

## 擴展閱讀
維基物種上的相關：圓斑透明獅子魚